# جانداوی
جانداوی (به انگلیسی: Jandowae) یک شهرک در استرالیا است که در کوئینزلند واقع شده‌است.